# Alcol snaturato (una serata speciale)
Alcol snaturato (una serata speciale) è un singolo di Elio e le Storie Tese pubblicato il 12 maggio 2015, in collaborazione col Ministero della salute, finalizzato a ridurre nei giovani il consumo di alcool.
È uscito solo virtualmente, ed è possibile scaricarla nei siti internet elioelestorietese.it, SoundCloud, ITunes e Spotify, e vedere in streaming il video sul sito del ministero della salute.

## Tracce
1. Alcol snaturato (una serata speciale) – 3:55

## Formazione
- Elio: voce;
- Rocco Tanica: tastiera;
- Cesareo: chitarra elettrica;
- Faso: basso elettrico;
- Christian Meyer: batteria;
- Jantoman: Tastiera;
- Paola Folli: Cori